# 三の丸殿
三の丸殿（さんのまるどの）は、安土桃山時代の女性。織田信長の娘。太閤・豊臣秀吉の側室。前関白・二条昭実の継室。信長の養女で同じく二条昭実に嫁いでその側室となった「さこの方」は別人とされるが、法名が一致している等詳細は不明な点が多い。

## 略歴
母は、信長の嫡男・織田信忠の乳母であった慈徳院であると言われている。大雲院の開山で長興院の開祖である妙心寺56世・九天宗瑞は母方の伯父にあたる。
豊臣秀吉の側室となったが、その経緯や時期は不明。伏見城三の丸に住居を与えられて三の丸殿と称されたということから、嫁いだのも築城時期と同じ文禄年間であろうという説がある。本能寺の変の後、異母姉である相応院の夫・蒲生氏郷が引き取り、その養女としたともいうが、氏郷の妹・三条殿も同じく秀吉の側室であり、恐らく共に人質として秀吉のもとに来て側室とされたと考えられる。

確かな史料に初めて名前が出てくるのは、慶長3年（1598年）3月の醍醐寺の花見の記述であり、三の丸殿は4番目の輿にて花見に参加した。御供として随従したのは平塚為広と片桐且元で、側室の序列としては3位だった。
同年8月に秀吉が没すると、その供養のために妙心寺に韶陽院という塔頭を建立した。
正確な時期は不明ながら、慶長4年（1599年）の喪が明けた時期か翌年頃、正室を亡くしていた摂関家の二条昭実と再婚した。慶長7年（1602年）に三宝院義演（昭実の実弟）に樽や紙、布などを送ったという記録がある。
慶長8年（1603年）に死去した。法号は韶陽院殿華厳浄春大禅定尼。墓所は京都の妙心寺。
妙心寺の塔頭・雑華院に肖像画が残されており、没後間もなく描かれたものと思われ、豪華な小袖の内掛姿から当時の風俗が知られる。

## 三の丸殿が登場するテレビドラマ
- 戦国艶物語　（1969年・朝日放送　演：三浦徳子）
- おんな太閤記　（1981年・NHK大河ドラマ　演：山元恵子）
- 愛に燃える戦国の女－豊臣家の人々より－　（1988年・TBS　演：本阿弥周子）
- 利家とまつ〜加賀百万石物語〜　（2002年・NHK大河ドラマ　演：石浜加奈恵）
- 寧々〜おんな太閤記　（2009年・テレビ東京　演：樹もも）